# 개회충

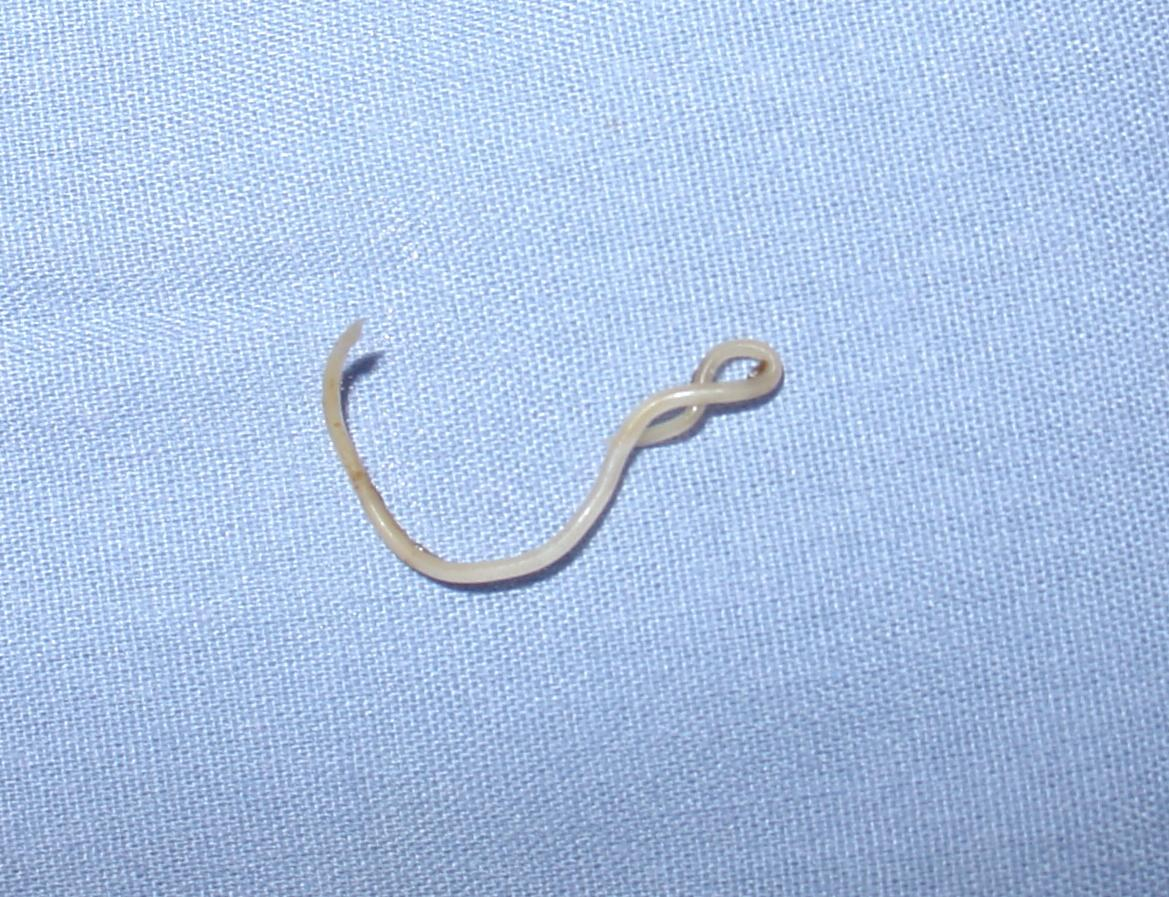

개회충(학명: Toxocara canis)은 개 등 개과 동물의 몸에서 기생하는 회충이다. 사람이 회충이 있는 개의 배변을 건드리거나 육회나 소의 생간을 먹고 종종 감염되는 경우가 있다. 최종 숙주의 작은 창자에 서식한다. 강아지에게 매우 흔하고 성견에게는 보다 덜 감염된다. 성견의 경우 감염은 일반적으로 무증상이지만 설사가 나타날 수 있다. 반면 강아지에게는 치명적일 수 있으며 설사, 구토, 폐렴, 복부 비대, 헛배 부름, 성장 속도 저하 및 기타 합병증을 유발할 수 있다.
인간을 포함한 여러 척추동물과 무척추동물들 역시 기생충 숙주로서 감염될 수 있다. 인간은 다른 기생충 숙주와 마찬가지로 개회충의 알을 섭취함으로써 감염된다. 개회충 감염에 의한 개회충증의 주요 증후군으로는 내장유충이행증과 안구유충이행증이 있다. 어미로부터 새끼 강아지에게 전염되므로 신생아 강아지의 예방 구충 치료가 강력히 권장된다. 펜벤다졸, 밀베마이신, 목시덱틴, 피페라진, 피란텔, 셀라멕틴 등 여러 가지 구충제를 성충에 투약하여 치료할 수 있다.

## 같이 보기
- 고양이 회충